# (27954) 1997 QB4
1997 كيو بي 4 (ويعرف أيضًا باسم (27954) 1997 كيو بي 4 وفق تسمية الكوكب الصغير) (بالإنجليزية: 1997 QB4)‏ هو كويكب ضمن حزام الكويكبات؛ وترتيبه 27954 من حيث الاكتشاف.
اكتُشف هذا الجُرم الفلكي بواسطة تاكيشي أوراتا ‏ في 27 أغسطس 1997.

## وصلات خارجية
- (27954) 1997 QB4 في قاعدة بيانات مختبر الدفع النفاث لأجرام النظام الشمسي الصغيرة

- الاكتشاف · مخطط المدار ·  العناصر المدارية · المعلمات المادية

- (27954) 1997 QB4 على موقع ويكي سكاي: DSS2, SDSS, GALEX, IRAS, Hydrogen α, X-Ray, Astrophoto, Sky Map, Articles and images